# Volley Treviso 1987-1988

Kim Ho-chul alza una veloce contro, nella stagione d'esordio di Treviso sponsorizzato Sisley.

## Risultati ottenuti

### In Italia
- Serie A2: 1° nel Girone A, promossa in serie A1
- Coppa Italia: perde al primo turno